# Верт (Округ Ердинг)
Верт (њем. Wörth) општина је у њемачкој савезној држави Баварска. Једно је од 26 општинских средишта округа Ердинг. Према процјени из 2010. у општини је живјело 4.450 становника. Посједује регионалну шифру (AGS) 9177144.

## Географски и демографски подаци
Верт се налази у савезној држави Баварска у округу Ердинг. Општина се налази на надморској висини од 480–520 метара. Површина општине износи 21,0 km². У самом мјесту је, према процјени из 2010. године, живјело 4.450 становника. Просјечна густина становништва износи 211 становника/km².